# Manohyphella keiseri
Manohyphella keiseri is een haft uit de familie Teloganodidae. De wetenschappelijke naam van de soort is voor het eerst geldig gepubliceerd in 1973 door Allen.
De soort komt voor in het Afrotropisch gebied.